# An der Schmücke
An der Schmücke é um município da Alemanha, situado no distrito de Kyffhäuserkreis, no estado da Turíngia. Tem 95,29 km² de área, e sua população em 2019 foi estimada em 5.967 habitantes. Foi formado em 1 de janeiro de 2019, após a fusão dos antigos municípios de Bretleben, Gorsleben, Hauteroda, Heldrungen, Hemleben e Oldisleben.